# Пойнт-Клір (Алабама)
Пойнт-Клір (англ. Point Clear) — переписна місцевість (CDP) в США, в окрузі Болдвін штату Алабама. Населення — 2076 осіб (2020).

## Географія
Пойнт-Клір розташований за координатами 30°29′41″ пн. ш. 87°54′36″ зх. д. / 30.49472° пн. ш. 87.91000° зх. д. (30.494695, -87.909966).  За даними Бюро перепису населення США в 2010 році переписна місцевість мала площу 14,33 км², з яких 14,27 км² — суходіл та 0,06 км² — водойми. В 2017 році площа становила 12,52 км², з яких 12,45 км² — суходіл та 0,07 км² — водойми.

## Демографія
Згідно з переписом 2010 року, у переписній місцевості мешкало 2125 осіб у 893 домогосподарствах у складі 634 родин. Густота населення становила 148 осіб/км².  Було 1213 помешкання (85/км²).
Расовий склад населення:
| - 58,8 % — білих - 39,6 % — чорних або афроамериканців - 0,6 % — азіатів |

До двох чи більше рас належало 0,5 %. Частка іспаномовних становила 0,9 % від усіх жителів.
За віковим діапазоном населення розподілялося таким чином: 19,3 % — особи молодші 18 років, 57,5 % — особи у віці 18—64 років, 23,2 % — особи у віці 65 років та старші. Медіана віку мешканця становила 49,6 року. На 100 осіб жіночої статі у переписній місцевості припадало 93,0 чоловіків;  на 100 жінок у віці від 18 років та старших — 91,4 чоловіків також старших 18 років.
Середній дохід на одне домашнє господарство  становив 91 676 доларів США (медіана — 47 200), а середній дохід на одну сім'ю — 116 483 долари (медіана — 86 923). За межею бідності перебувало 12,1 % осіб, у тому числі 23,4 % дітей у віці до 18 років та 0,0 % осіб у віці 65 років та старших.
Цивільне працевлаштоване населення становило 812 особи. Основні галузі зайнятості: мистецтво, розваги та відпочинок — 20,9 %, роздрібна торгівля — 20,1 %, освіта, охорона здоров'я та соціальна допомога — 19,0 %.